# Espreso
Espreso (ital. espresso) jeste vrsta napitka od kafe italijanskog porekla. Dobija se prolaskom vode pod velikim pritiskom kroz mlevenu, usitnjenu kafu. Espreso je uglavnom gušći od kafe koja se pravi drugim metodama, ima veću koncentraciju suspendovanih i rastvorenih čvrstih materija, a na vrhu ima kremu (pena sa kremastom konzistencijom).
Espreso je generalno gušći od kafe kuvane drugim metodama, sa viskozitetom sličnim toplom medu. To je zbog veće koncentracije suspendovanih i rastvorenih čvrstih materija, i kreme na vrhu (pena kremaste konzistencije). Kao rezultat procesa kuvanja pod pritiskom, ukusi i hemikalije u tipičnoj šolji espresa su veoma koncentrisanи. Espreso sadrži više kofeina po jedinici zapremine od većine napitaka od kafe, ali pošto je njegova uobičajena veličina porcije mnogo manja od (na primer) kafe koja se kuva prokapljivanjem, sadržaj kofeina u jednoj porciji espresa je generalno niži od sadržaja kofeina u šoljici kafe. Stvarni sadržaj kofeina u bilo kom napitku od kafe varira u zavisnosti od veličine, porekla zrna, načina pečenja i drugih faktora, ali tipična porcija espresa od 28 grams (1 ounce) obično sadrži 64,5 miligrama kofeina, dok tipična porcija (8 unci) kafe obično sadrži 150 do 200 mg.
Tri dispergovane faze u espresu su ono što ovaj napitak čini jedinstvenim. Prva dispergovana faza je emulzija kapljica ulja. Druga faza su suspendovane čvrste materije, dok je treća sloj mehurića gasa ili pene. Disperzija veoma malih kapljica ulja u ustima se percipira kao kremasta. Ova karakteristika espresa doprinosi onome što je poznato kao telo napitka. Ove kapljice ulja čuvaju neka od aromatičnih jedinjenja koja se gube u vazduhu u drugim oblicima kafe, pojačavajući jak ukus espresa.

## Varenje
Espreso se pravi propuštanjem veoma tople vode pod visokim pritiskom kroz fino mlevenu zbijenu kafu. Ne postoji univerzalni standard koji definiše proces ekstrakcije espresa, ali nekoliko objavljenih definicija pokušava da ograniči količinu i vrstu mlevene kafe koja se koristi, temperaturu i pritisak vode i brzinu ekstrakcije. Generalno, za pravljenje espresa se koristi mašina za espreso.
Čin proizvodnje espresa espresa se često naziva „povlačenjem”, a potiče od mašina za espreso sa polugom, pomoću kojih barista povlači ručku pričvršćenu za klip sa oprugom, koji gura toplu vodu kroz kafu pod visokim pritiskom. Međutim, češće je da električna pumpa stvara pritisak.
Zbijanje kafe promoviše ravnomerno prodiranje vode kroz talog. Ovaj proces daje gušće piće ekstrahovanjem i čvrstih i rastvorenih komponenti.
„Krema“ je sloj guste pene koja se formira na vrhu pića. Sastoji se od emulgovanih ulja u mlevenoj kafi pretvorenih u koloid, što se ne dešava u drugim metodama kuvanja. Krema se proizvodi kada voda, stavljena pod veoma visok pritisak, rastvori više ugljen-dioksida, gasa prisutnog unutar kafe koji nastaje tokom procesa prženja.
Tehnički parametri koje je naveo Italijanski nacionalni institut za espreso za pravljenje „sertifikovanog italijanskog espresa“ su:
| Parameter                             | Vrednosti                                                |
| ------------------------------------- | -------------------------------------------------------- |
| Porcija mlevene kafe                  | 7 ± 05 g (0,25 ± 0,18 oz)                                |
| Izlazna temperatura vode iz jedinice  | 88 ± 2 °C (190 ± 4 °F)                                   |
| Temperatura u šolji                   | 67 ± 3 °C (153 ± 5 °F)                                   |
| Ulazni pritisak vode                  | 9 ± 1 bar (900 ± 100 kPa; 131 ± 15 psi)                  |
| Vreme perkolacije                     | 25 ± 5 sekundi                                           |
| Zapremina u šolji (uključujući kremu) | 25 ± 25 ml (0,88 ± 0,88 imp fl oz; 0,85 ± 0,85 US fl oz) |

## Istorija
Anđelu Moriondu iz Torina se često pogrešno pripisuje za pronalazak napitka, pošto je 1884. patentirao uređaj za pravljenje napitaka kafe parom (br. 33/256), verovatno prvi italijanski aparat za kafu sličan drugim francuskim i engleskim parnim mašinama za kafu iz 1800-ih. Uređaj je „gotovo sigurno prva italijanska mašina za barove koja je kontrolisala dovod pare i vode odvojeno kroz kafu“, a Moriondo je „sigurno jedan od najranijih otkrivača ekspres mašine, ako ne i najraniji“. Sedamnaest godina kasnije, 1901. godine, Luiđi Bezera, iz Milana, osmislio je i patentirao nekoliko poboljšanih verzija aparata za espreso, od kojih je prvi prijavljen 19. decembra 1901. godine pod naslovom „Inovacije u mašinama za pripremu i odmah posluživanje napitka od kafe”. Patent br. 153/94, 61707, odobren je 5. juna 1902. godine i bio je prva mašina za espreso. Godine 1903, patent je kupio Desiderio Pavoni, koji je osnovao kompaniju La Pavoni i počeo da proizvodi mašinu industrijski, proizvodeći jednu mašinu dnevno u maloj radionici u Via Parini, Milano.
Italijani su takođe širili espreso kulturu u svoje istočnoafričke kolonije, italijansku Somaliju i italijansku Eritreju. Pod fašističkim režimom, kafa koja se konzumirala stojeći bila je podvrgnuta kontroli cena, podstičući kulturu „stajanja u baru“.
Na engleskom govornom području espreso je postao popularan, posebno u obliku kapućina, zahvaljujući tradiciji ispijanja kafe sa mlekom i egzotičnoj privlačnosti pene; u Sjedinjenim Državama, ovo je češće bilo u obliku latea, sa ili bez dodavanja aromatizovanih sirupa. Tvrdi se da je late 1950-ih izmislio Italijan Amerikanac Lino Mejorin iz Kafe Mediteraneuma u Berkliju u Kaliforniji, kao dugi kapućino, a zatim je popularizovan u Sijetlu, a zatim na nacionalnom i međunarodnom nivou od strane Starbaksa iz Sijetla tokom kasnih 1980-ih i 1990-ih.
Tokom 2010-ih, komentatori kulture kafe su kafu velikog lanca na srednjem tržištu razlikovali kao „kafu drugog talasa“, a vrhunsku zanatsku kafu kao „kafu trećeg talasa“. Na Bliskom istoku i u Aziji, espreso raste u popularnosti, otvaranjem zapadnih lanaca kafića.
Trst je sedište Univerziteta Kafe, koji je osnovao Ili 1999. godine. Ovaj centar izvrsnosti je stvoren da širi kulturu kvaliteta kafe kroz obuku širom sveta, obrazuje bariste i sprovodi istraživanja i inovacije. Posebna pažnja posvećena je pripremi espresa i relevantnim naučnim istraživanjima. Reč je i o pravilnoj interakciji sa aparatom za kafu i espreso mašinom.

## Osobine
Espreso se razlikuje od obične kafe po „gustini“, koncentraciji rastvorenih čvrstih tvari i količini koja se služi (25—30 ml). Hemijski sastav je kompleksan i dio tvari se raspada kroz oksidaciju ili hlađenjem. Kao rezultat načina pripreme, ukus i hemijski sastojci obične kafe su koncentrovani u malu količinu tečnosti. To omogućava da se espreso koristi kao osnova za druge napitke: kafa late, kapučino, makijato i kafa moka.

## Literatura
- Schomer, David C. Espresso Coffee: Professional Techniques. 1996.
- Blythe, Thomas (23. 7. 2012). „Shot in the dark: beware the espresso martini”. GQ UK. Condé Nast. Приступљено 27. 1. 2017.
- Parkhill, Chad (4. 11. 2016). „Why is Australia so obsessed with the espresso martini?”. The Guardian. London, England. Приступљено 27. 1. 2017.
- „Dick Bradsell and his Vodka Espresso”. YouTube. YouTube. 24. 4. 2011. Приступљено 27. 1. 2017. „London's Cocktail Guru Dick Bradsell has a brief interview with Kasia Olszko; Then Uncle Dick makes a Vodka Espresso, followed by a Vodka Martini.”
- Simon Difford (2017). „Vodka Espresso/Espresso Martini”. Difford's Guide. Difford's Guide. Приступљено 27. 1. 2017.
- „Espresso Martini”. Difford's Guide. Difford's Guide. Приступљено 11. 10. 2021.
- Newman, Kara (2016). „Espresso Martini”. Liquor.com. Liquor.com. Приступљено 27. 1. 2017.
- Cloak, Felicity (28. 12. 2016). „How to make the perfect espresso martini”. The Guardian. London, England. Приступљено 27. 1. 2017.
- Sidman, Jessica (11. 6. 2021). „The Espresso Martini—the Grown-Up Red Bull and Vodka—Is Back”. Washingtonian. Приступљено 13. 10. 2021.
- Crowley, Chris (7. 10. 2021). „The Espresso Martini Is the Hottest Drink on the Planet. Bartenders Hate It.”. Grub Street (на језику: енглески). Приступљено 13. 10. 2021.

## Spoljašnje veze
- Osnovne činjenice o espresu (Travel magazin, 15. 6. 2015)
- Detaljnije informacije o espresu (Siti magazin, 6. 11. 2015)
- O skupoći espresa (Srbija danas, 14. 12. 2014)
- Pored spomenika, crkava i slika, Italijani sada za listu Uneska imaju još jedan zahtev (B92, 27. februar 2022)